# Martti Marttelin
Martti Bertil Marttelin (18 giugno 1897 – Leningrado, 1º marzo 1940) è stato un maratoneta finlandese.
Morì nel corso della guerra d'inverno.

## Palmarès

### Olimpiadi
- Bronzo a Amsterdam 1928 nella maratona.